# Hypocrita caeruleomaculata
Hypocrita caeruleomaculata är en fjärilsart som beskrevs av De Toulgoët 1988. Hypocrita caeruleomaculata ingår i släktet Hypocrita och familjen björnspinnare. Inga underarter finns listade i Catalogue of Life.